# Tombeau d'Ivan Yakovleff
Le tombeau d'Ivan Yakovleff est une chapelle sépulcrale remarquables du cimetière du Père-Lachaise à Paris ; la sépulture a été élevée en 1885 par le prince Alexis Soltykoff à la mémoire de son grand-père, Ivan Yakovleff (1804-1882).
La chapelle de style russe en marbre blanc a été inscrite aux monuments historiques par un arrêté du 15 mars 2022,.

## Description
Le tombeau est situé dans la 82e division, à l’angle formé par l’avenue Transversale no 2 et l’avenue Circulaire au cimetière du Père-Lachaise.
La chapelle, surmontée des clochetons à bulbe en métal cuivré, évoque les églises orthodoxes. Elle était fermée par des grilles de bronze doré mais ces éléments ont été pillés, vraisemblablement dans les années 1960. 
L'autel est orné d’une peinture représentant saint Jean Chrysotome réalisé par le peintre Fédéroff. Sur le fronton, on peut aujourd'hui deviner une image de saint Alexis du même peintre. En 1923, on constate le vol d’une icône.

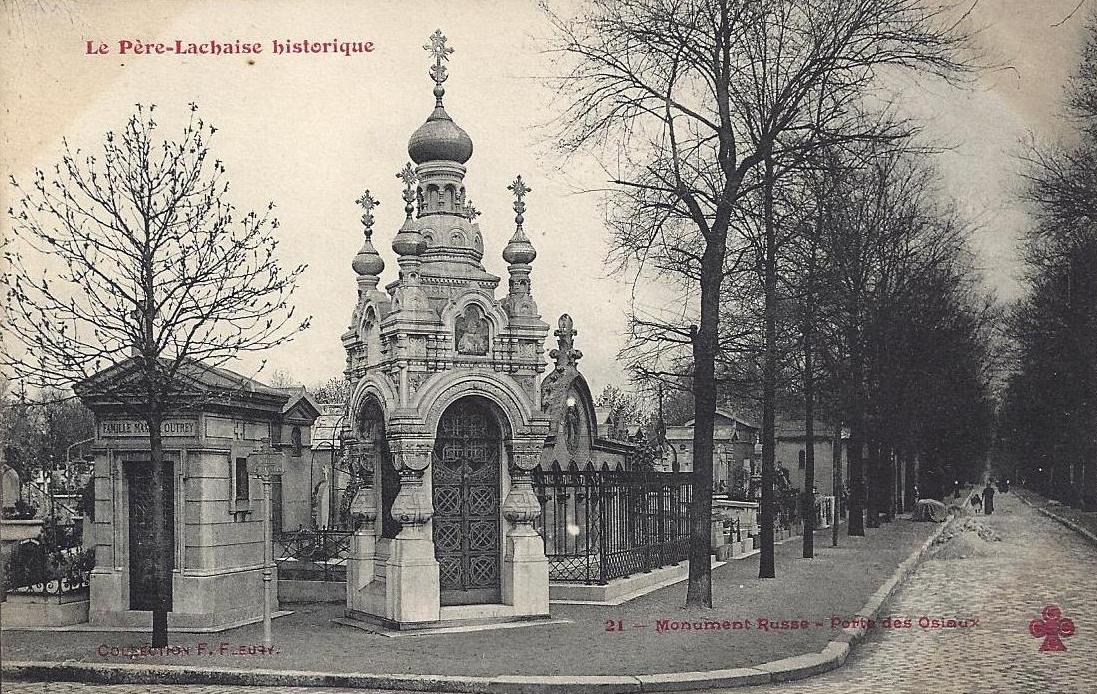
Le tombeau au début du XXe siècle.
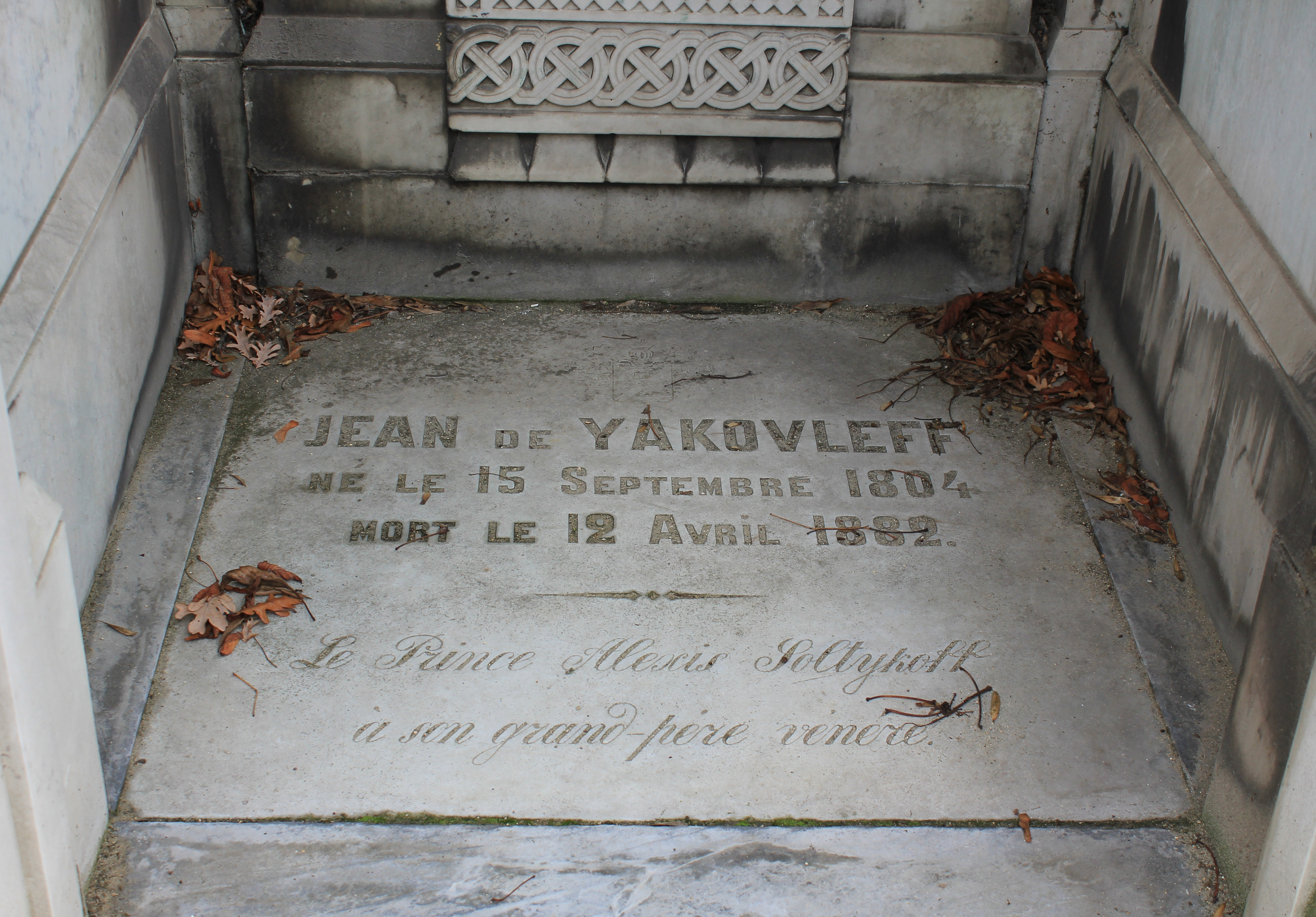
Sépulture de Yakovleff.
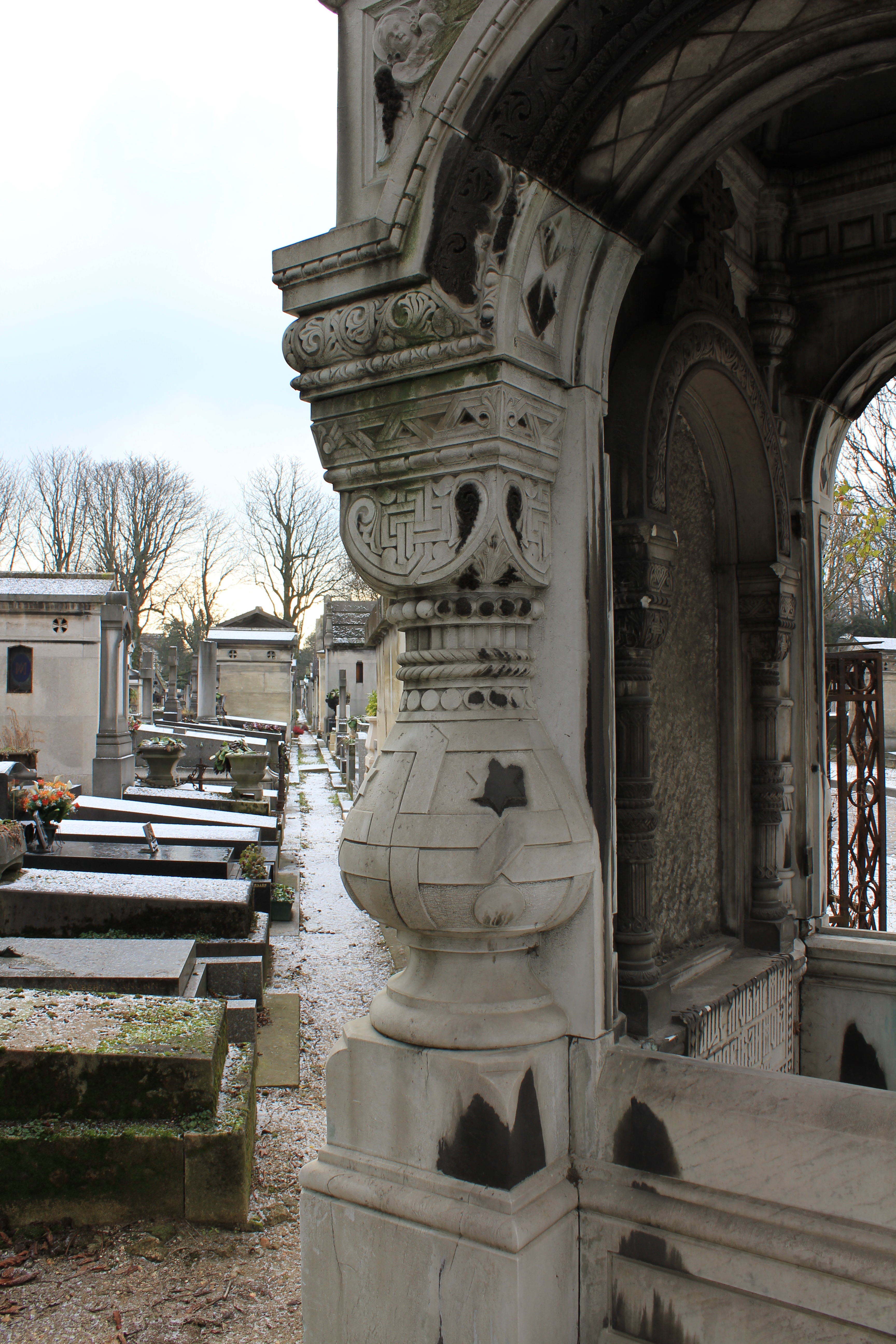
Détail des ornements.